# براندن أوليفر
براندن أوليفر (بالإنجليزية: Branden Oliver)‏ هو لاعب كرة قدم أمريكية أمريكي، ولد في 7 مايو 1991 في ميامي في الولايات المتحدة.

## وصلات خارجية
- براندن أوليفر على موقع مرجع كرة القدم المحترفة.كوم (الإنجليزية)
- براندن أوليفر على موقع كلية كرة القدم في سبورتس رفرنس.كوم (الإنجليزية)